# کیودینسکی
کیودینسکی (به لاتین: Kivdinsky) یک منطقهٔ مسکونی در روسیه است که در استان آمور واقع شده‌است.